# Gammel Rye
Gammel Rye er en mindre by i Østjylland med 1.564 indbyggere  (2025), beliggende i Gammel Rye Sogn 5 kilometer vest for Ry. Hovedgaden hedder Ryesgade. Byen hører til Skanderborg Kommune, der ligger i Region Midtjylland.

## Byens historie
Gammel Rye var i middelalderen en af de vigtigste byer i området, ikke mindst i kraft af helligkilderne, de dertil knyttede markeder og det nærliggende Øm Kloster.
Byen var købstad og nævnes som sådan i 1536.
I en periode fra 1400-tallet til 1687 var Gammel Rye tingsted, hvad der stadig afspejler sig i navne som "Galgebakken", "Stejlehøj" og "Kophøj". Tidligere lå byen i Tyrsting Herred.
I byen ligger Gammel Rye Mølle, en hollandsk vindmølle med galleri, der drives som museum af Gammel Rye Møllelaug og Skanderborg Museum. I tilknytning til møllen er der endvidere indrettet lokaliteter for Museet for træskohåndværk.

### Kongevalget i 1534
Gammel Rye fik en stor betydning i Danmarkshistorien, da byen i 1534 var skueplads for det skelsættende kongevalg.
Da Lübeck ved Frederik 1.s død angreb Danmark og arbejdede for at genindsætte den fængslede Christian 2., pressede jyske herremænd ved tinget i Rye Rigsrådets katolske flertal til at vælge Hertug Christian af Slesvig til konge med navnet Christian 3. Det var indledningen til den borgerkrig, der kaldes Grevens fejde.
Ryes placering som vejknudepunkt for trafikken mellem Østjylland og det midt- og vestjyske område samt den kongelige glasproduktion i Glarbo indtil o. 1600 har været med til at sikre byen dens position i årene efter Reformationen.
Byen blev hærget af flere brande, bl.a i 1613, 1618 og 1660.
Der har ligget et kongeligt jagthus, men det blev revet ned i 1617.
Der nævnes også en kongelig vognmager i 1553.
Sankt Sørens kilde var en hellig kilde og havde ry for at have udvirket en del mirakler gennem tiden. Ved kilden afholdt man fra 1579 marked på Sankt Sørens dag og Helligkorsdag. Gammel Rye Kirke, kaldet Sankt Sørens Kirke, er opstået som valfartskirke i forbindelse med helligkilden.
I 1800-tallet blev Gammel Rye center for træskoproduktion, men med etableringen af jernbanen fra Skanderborg til Silkeborg blev vækst og udvikling trukket til stationsbyen Ry.
Sidst i 1930'erne blev der fløjet ruteflyvning fra den daværende flyveplads syd for byen. Under anden verdenskrig benyttedes denne af den tyske besættelsesmagt. Efter en periode efter krigen som tysk flygtningelejr nedlagdes flyvepladsen. I dag ses kun nogle få bunkere, fundamenter samt stykker af betonvej.
- Se også: Flygtningelejren Rye Flyveplads.

Syd og øst for byen ligger det fredede område Lyngbakkerne ved Gammel Rye, som er ejet af af Naturfond Gl. Rye
Indtil 1970 lå byen i Skanderborg Amt og herefter i den tidligere Ry Kommune, Århus Amt. Siden 2007 i Skanderborg Kommune.

## Sport og kultur
I 2024 blev Gl. Rye MTB kåret som Årets Idrætsforening i Danmark.

## Kendte fra byen
- Den folkekære og nu afdøde skuespillerinde Helle Virkner boede i Gammel Rye i perioden 1925 til 1931.[kilde mangler]
- Guitarist og korsanger i det jysk dannede band Go Go Berlin, Mikkel Gorm Dyrehave Hansen
- Guitarist og folkemusiker Lars Lilholt [3]
- Anders Nielsen, Svejstrup Østergård (1859-1928), drivkraft i grundlæggelsen af andelsbevægelsen i Danmark[4].